# Canteloup (Manche)
Canteloup is een gemeente in het Franse departement Manche (regio Normandië) en telt 174 inwoners (1999). De plaats maakt deel uit van het arrondissement Cherbourg.

## Geografie
De oppervlakte van Canteloup bedraagt 4,3 km², de bevolkingsdichtheid is 40,5 inwoners per km².
De onderstaande kaart toont de ligging van Canteloup (Manche) met de belangrijkste infrastructuur en aangrenzende gemeenten.

## Demografie
Onderstaande figuur toont het verloop van het inwonertal (bron: INSEE-tellingen).

1. ↑  Populations de référence 2022.